# Пурш (тигр)
Пурш (6 декабря 1952 — 1964) — известный бенгальский тигр, киноактёр и цирковой питомец. Был фаворитом своей дрессировщицы, Маргариты Назаровой, которая очень любила его и всячески баловала.

## Биография
Пурш родился 6 декабря 1952 года в Рижском зоосаде в семье бенгальской тигрицы Юны и тигра Бенго. Спустя неделю из-за болезни Юны, которая не могла его кормить, заместитель директора Рижского зоосада по научной части Арвид Яковлевич Виксне передал тигрёнка на воспитание работнице зоосада Буциниекс, которая взяла его к себе в дом. Она и её дочь Ольга заботились о тигрёнке, кормили его и лечили. Видя свою «воспитательницу», он издавал звук «пурш-пурш», что в итоге и стало его новым и окончательным именем. Пурш вырос, и держать его в жилой квартире стало трудно. Дирекция Ленинградского зоопарка попросила направить Пурша к ним, что и было сделано.
Впервые Пурш появился в кино, снявшись в фильме «Укротительница тигров». Именно там он познакомился с известной дрессировщицей Маргаритой Назаровой. После съёмок он перешёл под её опеку. Тигров и других животных через её руки прошло немало, но именно Пурш стал самым любимым животным Назаровой. 
Укротительница всячески баловала тигра: выгуливала его на поводке, возила в легковой машине и даже брала с собой в рестораны. Пурш был довольно спокойным тигром и спокойно вёл себя на выгуле.
Дошло до того, что новогоднюю ночь с 31 декабря 1962 года на 1 января 1963 года Назарова и её друзья провели вместе с Пуршем в ресторане гостиницы «Астория».
«У Марго появился любимец — бенгальский тигр Пурш. С ним она и снималась в кино. Пурш стал просто ручным — редчайший случай! Маргарита даже выводила его гулять во двор на поводке, как собачку… Костя всю жизнь готовил для Маргариты аттракционы, работал с животными, страховал жену. И хотя на манеж с хищниками выходила Маргарита, мы-то знали, что за этими прекрасными номерами стоит труд Кости. Именно его тигры воспринимали как хозяина».
Пурш снимался в фильмах и ездил со своей хозяйкой на гастроли. Характер у Пурша был хоть и мягкий, но непростой. Во время гастролей в Киеве он сбежал от своих дрессировщиков в ближайший буфет, где съел 31 колбаску и сломал буфетную стойку. Кроме того, однажды он попытался сорвать бант с головы Назаровой, чем вызвал у неё разрыв височной артерии.
После съёмок в кино Пурш заболел сахарным диабетом и скончался на 13-м году жизни в 1964 году от его осложнений.

## Фильмография
| Год  |   | Название              | Роль          |
| ---- | - | --------------------- | ------------- |
| 1954 | ф | Опасные тропы         | Амурский тигр |
| 1954 | ф | Укротительница тигров | Тигр          |
| 1961 | ф | Полосатый рейс        | Тигр          |